# 瓦尔任博尼塔
瓦尔任博尼塔是巴西米纳斯吉拉斯州的一个市镇。总面积409.116平方公里，总人口2098人，人口密度5.1人/平方公里。